# Heterofragilia amica
Heterofragilia amica là một loài nhện biển trong họ Ascorhynchidae. Loài này thuộc chi Heterofragilia. Heterofragilia amica được miêu tả khoa học năm 1954 bởi Stock.